# NGC 1993
NGC 1993 ist eine elliptische Galaxie vom Hubble-Typ E-S0 im Sternbild Hase südlich des Himmelsäquators. Sie ist schätzungsweise 133 Millionen Lichtjahre von der Milchstraße entfernt und hat einen Durchmesser von etwa 60.000 Lj.
Das Objekt wurde am 6. Februar 1785 von William Herschel entdeckt.